# Exoprosopa agassizii
Exoprosopa agassizii är en tvåvingeart som beskrevs av Friedrich Hermann Loew 1869. Exoprosopa agassizii ingår i släktet Exoprosopa och familjen svävflugor. Inga underarter finns listade i Catalogue of Life.